# Олеронский мост
Олеронский мост (фр. Pont de l'île d'Oléron), также Олеронский виадук (фр. Viaduc d'Oléron) — консольный мост через Бискайский залив в Приморской Шаранте, Франция, недалеко от Ла-Рошели, соединяющий с континентом остров Олерон. Мост открыт 21 июня 1966 года. С момента открытия до строительства моста Сен-Назер через Луару в 1974 году оставался самым длинным мостом Франции.

## Олеронский мост
Виадук длиной 3027 метров (2862 метра без учёта подъездных путей), мост-виадук построен над Куро д’Олерон (фр. Coureau d'Oléron) — узким проливом, отделяющим остров Олерон от материка. Мост был построен между местностью Орс (Ле-Шато-д’Олерон) и мысом Шапю (фр. pointe du Chapus) в коммуне Бурсфран-ле-Шапю. Виадук Олерона помимо автомобильной дороги содержит в себе трубопровод для питьевой воды диаметром 60 см, линию электропередачи и многочисленные телефонные кабели, а также оптоволокно для интернет-соединения.
Его конструкция сегодня широко распространена, но была революционной для времени строительства. Возведение Олеронского моста было отмечено забастовками с требованием большего объема работ, поскольку рабочим платили по количеству отработанных часов.
Мост проходит рядом с двумя старыми причалами для паромов, расположенными южнее его, которые когда-то обеспечивали морское сообщение между островом и материком, а теперь закрыты.

## История
С V века до н. э. (после окончания последнего оледенения) остров Олерон отделен от материка.
Серьезные или фантастические проекты соединения острова с материком сменяли друг друга, чаще всего разбиваясь о технические и финансовые трудности.
Проект был реализован под эгидой генерального совета департамента Приморская Шаранта и окончательно утвержден лишь в 1962 году. После проведения тендеров строительные работы были поручены компании Камнон-Бернар. Они начались в 1964 году и были завершены 19 марта 1966 года. Мост был построен из сборных железобетонных блоков (сегментов свода) с клеевыми швами сопряжения, которые монтировались симметрично с консолей с обеих сторон от опор на сваях. Этот новаторский метод был впервые использован во Франции при строительстве моста Шуази в период с 1962 по 1965 год. Он позволил укладывать в среднем 8 метров пролёта моста в день.
Немного забытый после постройки моста на острове Ре в конце 1980-х годов, мост острова Олерон остается третьим по длине мостом Франции, уступая первое место мосту Сен-Назер через эстуарий Луары.

## Плата за проезд
С самого начала эксплуатации статус дороги, ведущей на остров, был повышен до статуса Национальной дороги (фр. Route Nationale), и на ней был введен платный проезд. Однако по иску местных жителей этот сбор был отменен с февраля по июль 1979 года на основании закона 1880 года (Национальные дороги должны быть бесплатными). Позже дороге вернули статус департаментской (фр. Route Départementale), чтобы восстановить право взимать плату. Тем не менее платный проезд был окончательно отменен 2 марта 1991 года. Его отмена привела к наплыву отдыхающих с материка, поскольку остров лишился того же средства отбора посетителей по финансам, что и его сосед — остров Ре. Тогда встал вопрос о введении экологического сбора, однако, столкнувшись с трудностями его реализации, власти отказались от этой идеи. В октябре 2021 года председатель генерального совета департамента Приморская Шаранта (фр.) заявила, что вопрос о платном проезде или экологическом сборе «совершенно не актуален».

## Реконструкция
В 2003 и 2004 годах были проведены работы по реконструкции освещения: теперь каждую сторону пролетного строения обрамляет ряд стилизованных наклонных фонарных столбов.
Мост также находился на ремонте с марта по октябрь 2017 года. Эти работы заключались в восстановлении его гидроизоляции с одновременным созданием двух велосипедных дорожек.